# Krzyż Powstańczy w Wawrze

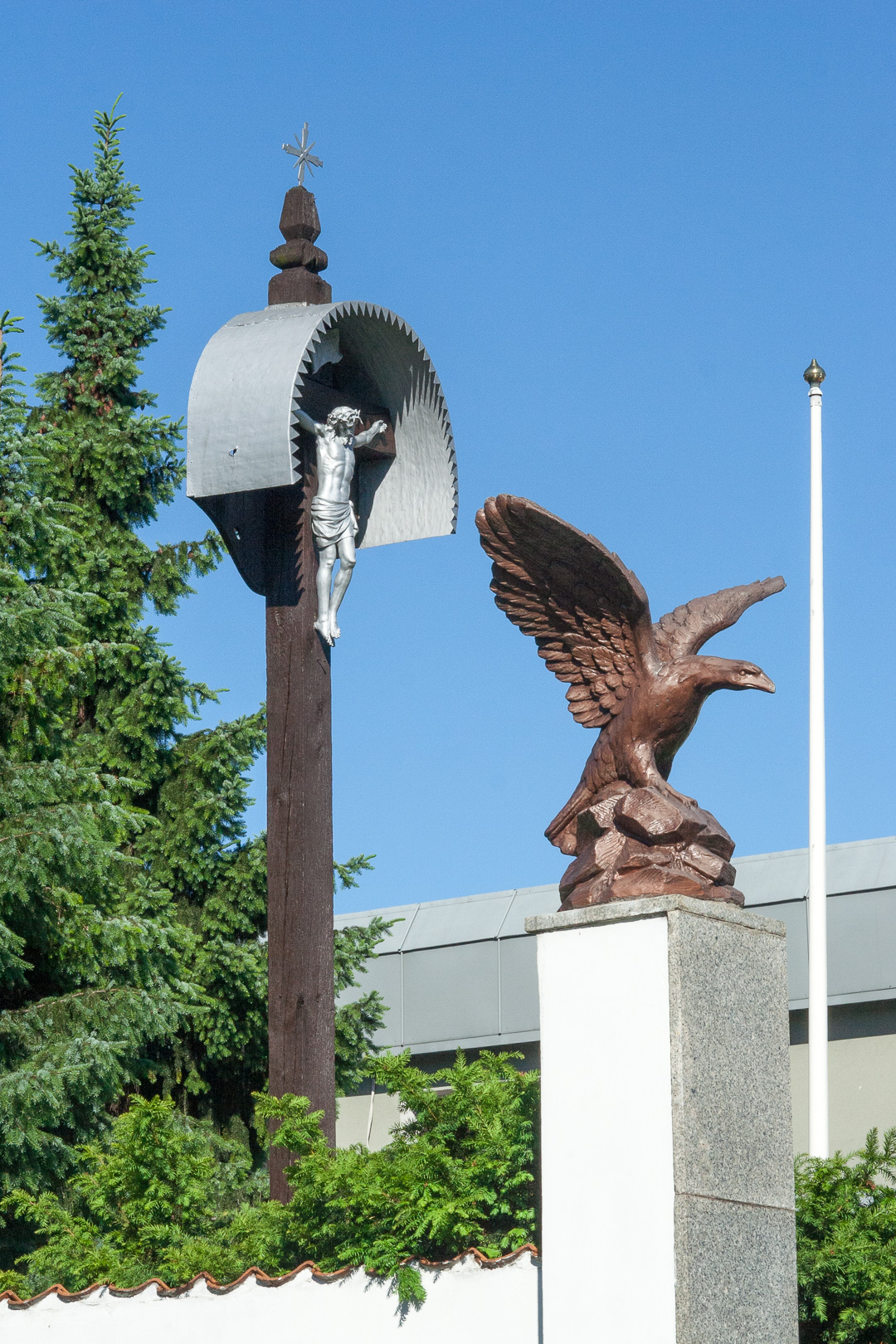
Krzyż widziany zza muru Zajazdu Napoleońskiego, czyli dawnej karczmy (austerii) wawerskiej

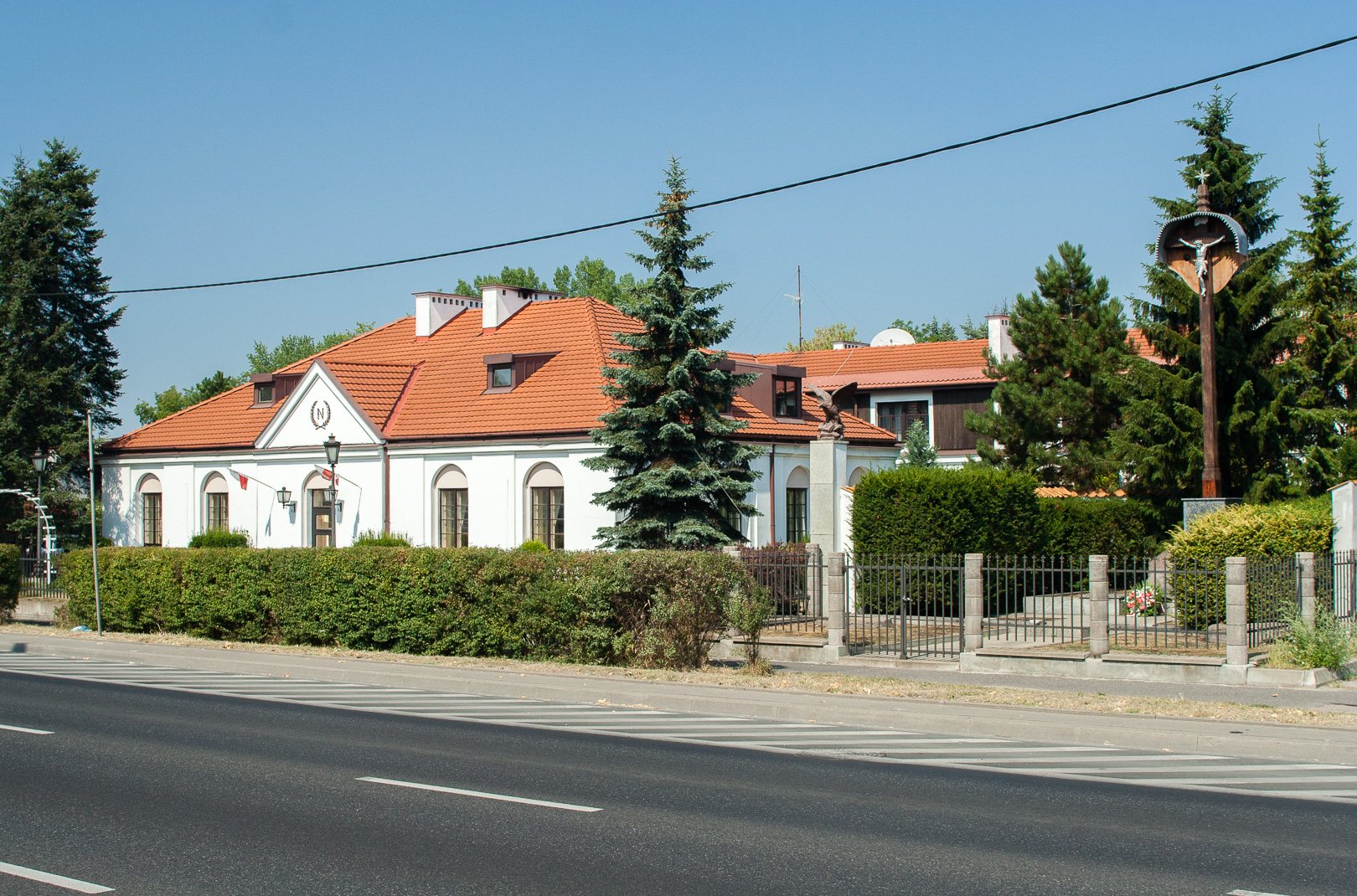
Ulica Płowiecka - z lewej strony dawna karczma wawerska, z prawej krzyż

Krzyż powstańczy w Wawrze – krzyż i znajdujący się u jego stóp kamień postawione w 1919 roku ku czci poległych podczas powstania listopadowego w zwycięskich bitwach z Rosjanami 19 lutego (I bitwa pod Wawrem) i 31 marca 1831 (II bitwa pod Wawrem).

## Opis pomnika
Pamiątkowy granitowy kamień u stóp dębowego krzyża zawiera napis: 

Ś. + P.

POLEGŁYM ZA OJCZYZNĘ

W DNIACH 19.GO LUTEGO

I.31.MARCA 1831.R.

a dodana 31 marca 2001 roku umieszczona niżej płyta:

A JEŚLI KOMU DROGA OTWARTA DO NIEBA

TYM CO SŁUŻĄ OJCZYŹNIE

JAN KOCHANOWSKI

W MOGILE TEJ SPOCZYWAJĄ PROCHY ŻOŁNIERZY

POWSTANIA LISTOPADOWEGO

POLEGŁYCH W ZWYCIĘSKICH BITWACH

19 LUTEGO I 31 MARCA 1831 R.

W 170 ROCZNICĘ ZWYCIĘSTWA POD WAWREM

31 MARCA 2001 R.

MIESZKAŃCY GMINY WARSZAWA WAWER

Pod krzyżem są złożone kości ludzkie oraz szczątki umundurowania i oporządzenia żołnierzy, wydobyte przy okazji prac melioracyjnych i drogowych na polach Wawra i Zastowa, prowadzonych w latach 20. XX wieku przez Spółkę Wodną Obwodu Wawerskiego.  Nie jest to jednak dawny cmentarz poległych żołnierzy. Według jednych źródeł kości złożono pod krzyżem, według innych krzyż i kamień postawiono w miejscu pochowania kości. Po wiślańskiej stronie ulicy Płowieckiej znaleziono wtedy kości ludzkie i końskie, szczątki mundurów polskich i rosyjskich, wozów, jaszczy, broni palnej i siecznej, kulę armatnią. 

## Otoczenie pomnika
Krzyż usytuowany jest tuż przy karczmie (austerii) wawerskiej.

## Historia
Krzyż i pamiątkowy kamień zostały postawione w 1919 roku, tuż po odzyskaniu przez Polskę niepodległości (według niektórych źródeł wcześniej, bo w lutym 1916 roku). 
Inicjatorem budowy pomnika był Zarząd Wawerskiego Kółka Rolniczego (powstałego w 1917 roku). Po 1948 roku obiekt był zaniedbany, rosnące wokół chwasty i krzewy dzikiego bzu zasłaniały kamień z napisem. Został zrekonstruowany w latach 1981-1984, dzięki staraniom księdza prałata Wacława Karłowicza z parafii pw. św. Wacława na Wygodzie.